# 돌리 파튼
돌리 리베카 파튼(영어: Dolly Rebecca Parton, 1946년 1월 19일 ~ )은 미국의 싱어송라이터이다.
1968년에 포터 워거너와의 듀엣으로 컨트리 음악 협회상 올해의 보컬 그룹상을 받았으며, 솔로 데뷔 전까지 워거너와 함께 음악 활동을 하였다.
1974년에 앨범 《Jolene》을 발표하면서 솔로 활동에 탄력이 붙었다. 이 앨범에 수록된 I Will Always Love You를 1992년에 휘트니 휴스턴이 영화 《보디가드》(1992) 사운드트랙으로 다시 녹음하였다. 1975년과 1976년에 최우수 컨트리 가수로 선정되며 상당한 인기를 누렸다. 1977년에 발표한 앨범 《Here You Come Again》은 정상을 차지하였고, 1981년에 발표한 싱글 《The House of the Rising Sun》은 컨트리와 팝 차트에서 각각 1위를 차지하며 세계적인 인기를 얻었다. 1983년에 발표한 싱글 《Islands in the Stream》이 차트 1위에 올라 많은 사랑을 받았다. 1987년에는 대중 취향의 팝 앨범 《Rainbow》를 발표하여 열정을 분출시켰고, 1989년에는 앨범 《White Limozeen》이 큰 인기를 얻었다. 
2001년 송라이터 명예의 전당에 올랐으며, 2007년에는 송라이터 명예의 전당 최고특별상(Johnny Mercer Award)을 받았다.
2006년 케네디 센터 공로상(Kennedy Center Honors)을 받았다.

## 음반 목록

### 정규 솔로 앨범
- Hello, I'm Dolly (1967)
- Just Because I'm a Woman (1968)
- In the Good Old Days (When Times Were Bad) (1969)
- My Blue Ridge Mountain Boy (1969)
- The Fairest of Them All (1970)
- The Golden Streets of Glory (1971)
- Joshua (1971)
- Coat of Many Colors (1971)
- Touch Your Woman (1972)
- My Favorite Songwriter, Porter Wagoner (1972)
- My Tennessee Mountain Home (1973)
- Bubbling Over (1973)
- Jolene (1974)
- Love Is Like a Butterfly (1974)
- The Bargain Store (1975)
- Dolly (1975)
- All I Can Do (1976)
- New Harvest...First Gathering (1977)
- Here You Come Again (1977)
- Heartbreaker (1978)
- Great Balls of Fire (1979)
- Dolly, Dolly, Dolly (1980)
- 9 to 5 and Odd Jobs (1980)
- Heartbreak Express (1982)
- Burlap & Satin (1983)
- The Great Pretender (1984)
- Real Love (1985)
- Rainbow (1987)
- White Limozeen (1989)
- Home for Christmas (1990)
- Eagle When She Flies (1991)
- Slow Dancing with the Moon (1993)
- Something Special (1995)
- Treasures (1996)
- Hungry Again (1998)
- Precious Memories (1999)
- The Grass Is Blue (1999)
- Little Sparrow (2001)
- Halos & Horns (2002)
- For God and Country (2003)
- Those Were the Days (2005)
- Backwoods Barbie (2008)
- Better Day (2011)
- Blue Smoke (2014)
- Pure & Simple (2016)
- I Believe in You (2017)
- A Holly Dolly Christmas (2020)
- Run, Rose, Run (2022)
- Rockstar (2023)

## 영상 목록

### 영화
- 나인 투 파이브 (1980)
- 베스트 리틀 호하우스 인 텍사스 (1982)
- 귀향 (1984)
- 철목련 (1989)
- 헬로우 프랭크 (2002)
- 노미오와 줄리엣 (2011) - 애니메이션
- 조이풀 노이즈 (2012)
- 돌리 파튼의 크리스마스 온 더 스퀘어 (2020) - 천사 역

### 텔레비전
- 그레이스 앤 프랭키 (2022)
- 오빌 (2022)

### 내용주
1. ↑  송라이터 명예의 전당에서 시상하는 특별상 중, 전당에 이미 올라있는 사람으로 자격이 제한되는 유일한 상이다. 따라서 가장 권위가 높게 여겨진다.

### 참조주
1. ↑  Research, CNN Editorial (2015년 7월 1일). “Dolly Parton Fast Facts” (영어). 2025년 3월 3일에 확인함.
2. ↑  “Dolly Parton”. 《송라이터 명예의 전당》 (영어).
3. ↑  “Dolly Parton - Johnny Mercer Award”. 《송라이터 명예의 전당》 (영어).
4. ↑  “Dolly Parton Receives Kennedy Center Honor”. 《CMT》 (영어). 2006년 12월 4일.